# Bullington (Hampshire)
Bullington – wieś w Anglii, w hrabstwie Hampshire, w dystrykcie Test Valley. Leży 12 km na północ od miasta Winchester i 92 km na południowy zachód od Londynu.